# Cândido Inácio da Silva
Cândido Ignácio da Silva (Rio de Janeiro, 1800 — , 1838) foi um violinista, cantor, poeta e compositor brasileiro, considerado o maior modinheiro de sua geração, e apelidado de "Schubert brasileiro" por Mário de Andrade. Também compôs obras de cunho religioso e óperas.
| “ | Este músico, totalmente ignorado por nós, me parece estar entre as figuras mais dignas de pesquisa da composição nacional | ” |

É o patrono da cadeira de número 10 da Academia Brasileira de Música.
Foi aluno de José Maurício Nunes Garcia, com quem aprendeu teoria e canto. Em 1833, ao lado de Francisco Manuel da Silva, funda a Sociedade de Beneficência Musical; nos futuros concertos da sociedade, que promovia os repertórios dos compositores brasileiros, foram executadas obras de sua autoria como o "Novas variações para corneta de chaves" e "Variações para corne inglês, flauta e clarinete, com orquestra", demonstrando sua versatilidade em compor tanto música popular como música de concerto.

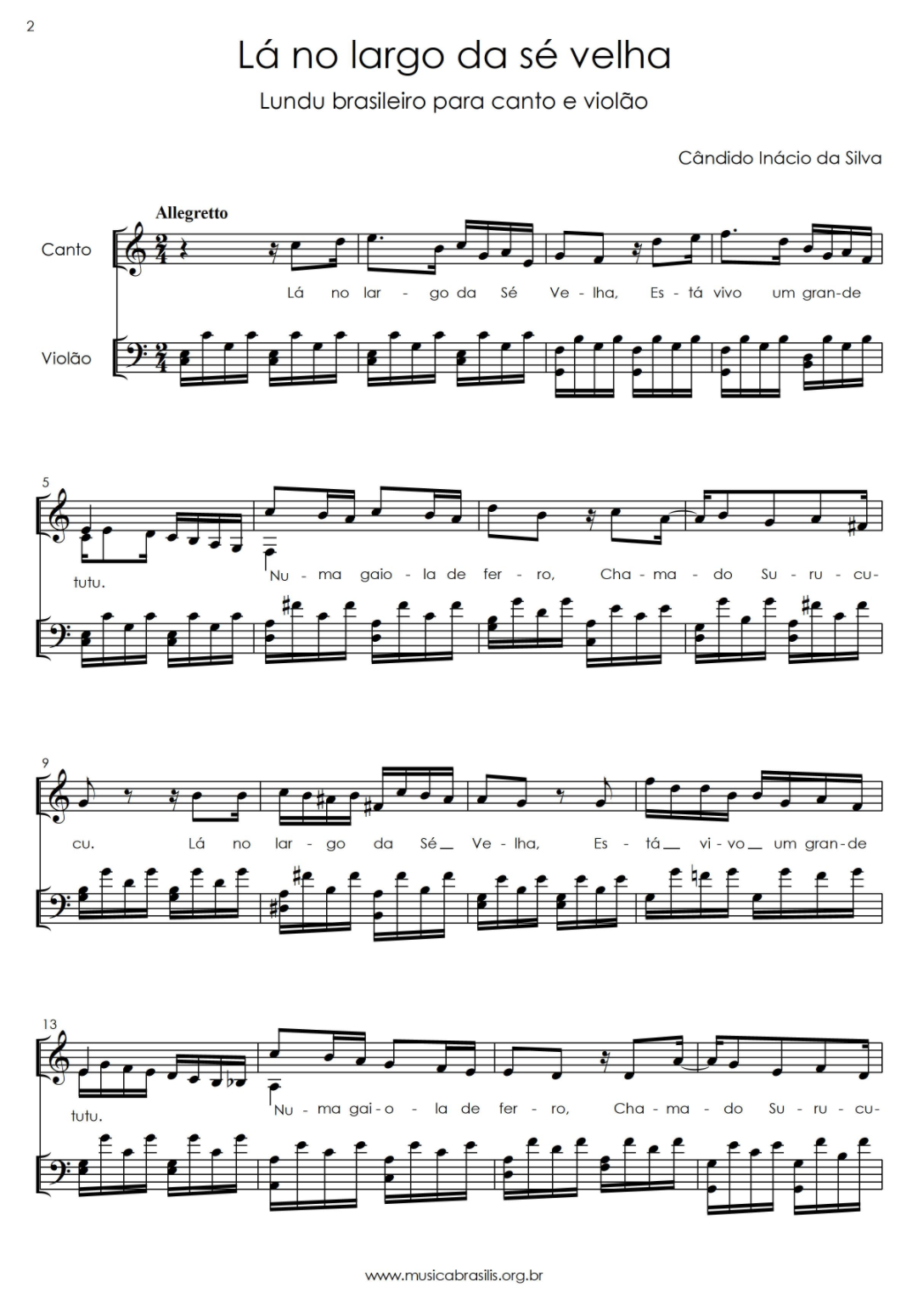
Lá no largo da Sé Velha (Cândido Inácio da Silva) - 1a página. Partitura completa disponível no [https://musicabrasilis.org.br/partituras/candido-inacio-da-silva-la-no-largo-da-se-velha Portal Musica Brasilis.

Em 1837, Cândido Inácio teve suas 12 Valsas para piano publicadas pela editora de Pierre Laforge. No mesmo ano, em récita de gala no Teatro Fluminense, o Hino das Artes, de sua autoria, é executado em comemoração pelo aniversário de D. Pedro II.